# ГЕС Сандаован
ГЕС Сандаован (三道湾水电站) — гідроелектростанція у північній частині Китаю в провінції Ганьсу. Знаходячись після ГЕС Bǎopínghé, входить до складу каскаду на річці Жошуй (Хейхе), котра прямує до безсточного басейну на північ від гір Наньшань.
В межах проекту річку перекрили кам’яно-накидною греблею із бетонним облицюванням висотою 49 метрів та довжиною 105 метрів. Вона утримує водосховище з об’ємом 5,3 млн м3 та максимальним рівнем води на позначці 2372,4 метра НРМ (нормальний рівень у операційному режимі становить 2370 метрів НРМ).
Зі сховища через правобережний гірський масив прокладено дериваційний тунель до розташованого за 10 км машинного залу. Він транспортує ресурс для трьох турбін – двох потужністю по 45 МВт та однієї з показником у 22 МВт. Гідроагрегати використовують напір від 131 до 155 метрів (номінальний напір 139 метрів) та забезпечують виробництво 400 млн кВт-год електроенергії на рік.